# Love Symphony
«Love Symphony» es una canción del cuarteto Quartissimo con la que representaron a Eslovenia en el Festival de la Canción de Eurovisión 2009. La canción fue compuesta por Andrej Babić y Aleksandar Valenčić y la voz estuvo a cargo de Martina Majerle.
La canción compitió en la segunda semifinal, el 14 de mayo de 2009.